# Lindenwold
Lindenwold ist eine Gemeinde (Borough) im Camden County im US-Bundesstaat New Jersey. Das U.S. Census Bureau ermittelte bei der Volkszählung 2020 eine Einwohnerzahl von 21.641.
Der Name leitet sich aus dem deutschen Wort Lindenwald ab.
Die Gemeinde wurde am 23. April 1929 gemeinsam mit vier weiteren Orten aus der Clementon Township ausgegründet.
Lindenwold ist seit 1969 östlicher Endpunkt der Schnellbahn PATCO Speedline, die von Philadelphia in Pennsylvania aus über Camden hierher führt. Der Bahnhof ist auch Zwischenhalt für die Züge der Atlantic City Line von Philadelphia nach Atlantic City.